# Duke (cartunista)
Eduardo dos Reis Evangelista (Belo Horizonte, 1973), mais conhecido pelo pseudônimo Duke, é um chargista, cartunista e ilustrador brasileiro. Publica regularmente nos jornais O Tempo e Super Notícia e portal Dom Total, além da Revista CNT. Também faz ilustração para livros e publicidade. É formado em Belas Artes com especialização em cinema e animação pela Universidade Federal de Minas Gerais, foi organizador do BH Humor, Salão Internacional de Humor Gráfico de Belo Horizonte. Em 2009, foi eleito o melhor cartunista brasileiro pelo Troféu HQ Mix.
Em 2020, Duke ganhou o Prêmio Vladimir Herzog na categoria "Prêmio Destaque Vladimir Herzog Continuado" ao lado de outros 109 cartunistas que participaram do movimento "Charge Continuada", que consistiu na recriação por centenas de artistas de uma charge de Renato Aroeira que fora alvo de um pedido de investigação pelo governo brasileiro por associar o presidente Jair Bolsonaro com o nazismo.